# Uroteuthis duvaucelii
Espèce
Uroteuthis duvaucelii, le Calmar indien, est une espèce de calmars de la famille des Loliginidae, très exploité commercialement car couramment consommé par l'homme, au même titre que Loligo vulgaris.

## Systématique
Le nom valide complet (avec auteur) de ce taxon est Uroteuthis duvaucelii (d'Orbigny, 1835).
Pour le WoRMS le nom correct est Uroteuthis (Photololigo) duvaucelii (d'Orbigny [in Férussac & d'Orbigny], 1835), intégrant le sous-genre et précisant que la description s'est faite dans une publication de Férussac & d'Orbigny.
Uroteuthis duvaucelii a pour synonymes :
- Loligo duvaucelii d'Orbigny
- Loligo galatheae Hoyle, 1885
- Loligo indica Pfeffer, 1884
- Loligo oshimai Sasaki, 1929